# Eastern Intercollegiate Volleyball Association 2017
La Eastern Intercollegiate Volleyball Association 2017 si è svolta dal 12 gennaio al 22 aprile 2017: al torneo hanno partecipato 8 squadre universitarie statunitensi e la vittoria finale è andata per la trentatreesima volta alla Penn State.

## Regolamento
È prevista una stagione regolare che vede le otto formazioni impegnate nella conference affrontarsi due volte tra loro, per un totale di quattordici incontri ciascuna; parallelamente vengono disputati anche degli incontri extra-conference contro formazioni appartenenti ad altre conference o non affiliate ad alcuna di esse, dando vita a due classifiche separate una relativa alla Eastern Intercollegiate Volleyball Association ed una totale.
- Le prime quattro classificate nella classifica della Eastern Intercollegiate Volleyball Association accedono al torneo di conference, dove vengono accoppiate col metodo della serpentina e affrontano quarti di finale, semifinali e finale in gara secca;
- La squadra vincitrice del torneo di conference, in virtù della vittoria, ottiene automaticamente il diritto di partecipare alla Final 6 NCAA, mentre le formazioni uscite sconfitte possono essere ripescate sulla base della classifica totale, che assegna attraverso un bye gli ultimi due posti disponibili in Final 6.

## Squadre partecipanti
| Club          | Nickname      | Stagione | Città         | Impianto                    | Stagione precedente                                                              |
| ------------- | ------------- | -------- | ------------- | --------------------------- | -------------------------------------------------------------------------------- |
| Charleston    | Golden Eagles | Dettagli | Charleston    | Wehrle Innovation Center    | 8ª in EIVA                                                                       |
| George Mason  | Patriots      | Dettagli | Fairfax       | Recreation Athletic Complex | 2ª in EIVA, vincitrice torneo di conference; quarti di finale in NCAA Division I |
| Harvard       | Crimson       | Dettagli | Cambridge     | Malkin Athletic Center      | 3ª in EIVA, semifinali al torneo di conference                                   |
| NJIT          | Highlanders   | Dettagli | Newark        | Fleisher Athletic Center    | 5ª in EIVA                                                                       |
| Penn State    | Nittany Lions | Dettagli | State College | Rec Hall                    | 1ª in EIVA, semifinali al torneo di conference                                   |
| Princeton     | Tigers        | Dettagli | Princeton     | Dillon Gym                  | 7ª in EIVA                                                                       |
| Sacred Heart  | Pioneers      | Dettagli | Fairfield     | Pitt Center                 | 6ª in EIVA                                                                       |
| Saint Francis | Red Flash     | Dettagli | Loretto       | DeGol Arena                 | 4ª in EIVA, finale al torneo di conference                                       |

## Torneo

### Regular season

#### Classifica
| Pos. | Squadra       | Conference | Conference | Conference | Conference | Overall | Overall | Overall | Overall |
| Pos. | Squadra       | Pt         | G          | V          | P          | Pt      | G       | V       | P       |
| ---- | ------------- | ---------- | ---------- | ---------- | ---------- | ------- | ------- | ------- | ------- |
| 1.   | Penn State    | .785       | 14         | 11         | 3          | .677    | 31      | 21      | 10      |
| 2.   | Saint Francis | .714       | 14         | 10         | 4          | .516    | 31      | 16      | 15      |
| 3.   | Sacred Heart  | .571       | 14         | 8          | 6          | .577    | 26      | 15      | 11      |
| 3.   | Princeton     | .571       | 14         | 8          | 6          | .462    | 26      | 12      | 14      |
| 5.   | Harvard       | .500       | 14         | 7          | 7          | .435    | 23      | 10      | 13      |
| 6.   | NJIT          | .428       | 14         | 6          | 8          | .500    | 26      | 13      | 13      |
| 6.   | George Mason  | .428       | 14         | 6          | 8          | .481    | 27      | 13      | 14      |
| 8.   | Charleston    | .000       | 14         | 0          | 14         | .414    | 29      | 12      | 17      |

      Al torneo di conference

### Torneo di Conference
|  | Semifinali    | Semifinali    | Semifinali    |               |            | Finale     | Finale | Finale |  |
|  |               |               |               |               |            |            |        |        |  |
|  | Penn State    | Penn State    | 3             |               |            |            |        |        |  |
|  | Penn State    | Penn State    | 3             |               |            |            |        |        |  |
|  | Sacred Heart  | Sacred Heart  | 1             |               |            |            |        |        |  |
|  | Sacred Heart  | Sacred Heart  | 1             |               | Penn State | Penn State | 3      |        |  |
|  |               |               |               |               | Penn State | Penn State | 3      |        |  |
|  |               |               | Saint Francis | Saint Francis | 0          |            |        |        |  |
|  | Saint Francis | Saint Francis | Saint Francis | Saint Francis | 0          | 3          |        |        |  |
|  | Saint Francis | Saint Francis |               |               |            |            |        |        |  |
|  | Princeton     | Princeton     | 0             |               |            |            |        |        |  |

## Premi individuali
| Premio                     | Giocatrice          | Squadra       |
| -------------------------- | ------------------- | ------------- |
| Player of the Year         | Jabarry Goodridge   | NJIT          |
| Newcomer of the Year       | George Huhmann      | Princeton     |
| Coach of the Year          | Greg Walker         | Sacred Heart  |
| All-Conference First Team  | Christopher DeLucie | Sacred Heart  |
| All-Conference First Team  | Daniel Ford         | Saint Francis |
| All-Conference First Team  | Jabarry Goodridge   | NJIT          |
| All-Conference First Team  | Jeff Hogan          | Saint Francis |
| All-Conference First Team  | George Huhmann      | Princeton     |
| All-Conference First Team  | Calvin Mende        | Penn State    |
| All-Conference First Team  | Christopher Nugent  | Penn State    |
| All-Conference First Team  | Junior Oboh         | Princeton     |
| All-Conference First Team  | Jack Wilson         | George Mason  |
| All-Conference First Team  | Joshua Ayzenberg    | Sacred Heart  |
| All-Conference Second Team | Aidan Albrecht      | Penn State    |
| All-Conference Second Team | Stephen Braswell    | Saint Francis |
| All-Conference Second Team | Parker Dixon        | Penn State    |
| All-Conference Second Team | Michael Fisher      | Saint Francis |
| All-Conference Second Team | Johnny Gomez        | George Mason  |
| All-Conference Second Team | Marko Kostich       | Harvard       |
| All-Conference Second Team | Luke Robbe          | NJIT          |
| All-Conference Second Team | Casey White         | Harvard       |
| All-Conference Second Team | Eduardo Zardo       | Sacred Heart  |
| All-Conference Second Team | Gabe Woffindin      | Saint Francis |
| All-Tournament Team        | Christopher Nugent  | Penn State    |
| All-Tournament Team        | Luke Braswell       | Penn State    |
| All-Tournament Team        | Aidan Albrecht      | Penn State    |
| All-Tournament Team        | Calvin Mende        | Penn State    |
| All-Tournament Team        | Michael Fisher      | Saint Francis |
| All-Tournament Team        | Keith Kegerreis     | Saint Francis |

## Verdetti
| Squadra    | Qualificazione  |
| ---------- | --------------- |
| Penn State | NCAA Division I |